# Vuelta Ciclista Chaná
La Vuelta Ciclista Chaná es una competencia de ciclismo masculino en ruta por etapas que se celebra ininterrumpidamente en el departamento de Soriano en Uruguay desde 1991 hasta la actualidad.
Creada por Nestor "Flaco" Frías y organizada por la Federación Ciclista de Soriano, está reservada para corredores de las categorías júnior (MJ) y pre-júnior menores de 20 años (en ese entonces).
De las treinta ediciones, veintitrés fueron ganadas por corredores uruguayos y siete victorias para los argentinos.

## Ganadores
| Año  | Edición                                   | Ganador                                   | Segundo                                   | Tercero                                   |
| 1991 | 1.ª                                       | Gustavo Michelli                          | Carlos Adolfatti                          | Jorge Otmar                               |
| 1992 | 2.ª                                       | Gustavo Ferrari                           | Edgardo Aramburu                          | Cristian Melogno                          |
| 1993 | 3.ª                                       | William Mesa                              | Javier Peña                               | Matías Pedreira                           |
| 1994 | 4.ª                                       | Mateo Sasso                               | Richard Suárez                            | Fabio Zipitría                            |
| 1995 | 5.ª                                       | Hernán Cline                              | Antonio Morales                           | Fabio Zipitría                            |
| 1996 | 6.ª                                       | Leonardo Salvatierra                      | Guillermo Scanziani                       | Enrique Ramos                             |
| 1997 | 7.ª                                       | Roger Salvatierra                         | Jorge Romero                              | Leonardo Salvatierra                      |
| 1998 | 8.ª                                       | Leonardo Salvatierra                      | Andrés Maistegui                          | Danilo Farías                             |
| 1999 | 9.ª                                       | Mauricio Muller                           | Miguel Rodríguez                          | Mario Marino                              |
| 2000 | 10.ª                                      | Pablo Sapia                               | Miguel Rodríguez                          | Lucas Gerasi                              |
| 2001 | 11.ª                                      | Francisco Viollaz                         | Pablo Lima                                | Jorge Trinajstil                          |
| 2002 | 12.ª                                      | Mauricio Maquia                           | Maximiliano Hernández                     | Pablo Lima                                |
| 2003 | 13.ª                                      | Javier Gómez                              | Miguel Direna                             | Agustín Margalef                          |
| 2004 | 14.ª                                      | Matías Médici                             | Néstor Pías                               | Luis Alberto Martínez                     |
| 2005 | 15.ª                                      | Miguel Direna                             | Gonzalo García                            | Federico Moreira                          |
| 2006 | 16.ª                                      | Milton Wynants                            | Néstor Pías                               | Geovane Fernández                         |
| 2007 | 17.ª                                      | Mateo Sasso                               | Fabricio Ferrari                          | Gabriel Brizuela                          |
| 2008 | 18.ª                                      | Alejandro Actón                           | Raúl Sasso                                | Álvaro Tardáguila                         |
| 2009 | 19.ª                                      | Jorge Bravo                               | Emanuel Yáñez                             | Ramiro Cabrera                            |
| 2010 | 20.ª                                      | Hernán Cline                              | Mateo Sasso                               | Jorge Bravo                               |
| 2011 | 21.ª                                      | Jorge Soto                                | Hernán Cline                              | Gregory Duarte                            |
| 2012 | 22.ª                                      | Matías Presa                              | Bilker Castro                             | Álvaro Tardáguila                         |
| 2013 | 23.ª                                      | Jorge Soto                                | Ignacio Maldonado                         | Jeremías Rodríguez                        |
| 2014 | 24.ª                                      | Román Mastrángelo                         | Matías Presa                              | Sixto Núñez                               |
| 2015 | 25.ª                                      | Jorge Soto                                | Néstor Pías                               | Richard Mascarañas                        |
| 2016 | 26.ª                                      | Jorge Soto                                | Pablo Anchieri                            | Néstor Pías                               |
| 2017 | 27.ª                                      | Matías Presa                              | Ignacio Maldonado                         | Agustín Moreira                           |
| 2018 | 28.ª                                      | Agustín Moreira                           | Néstor Pías                               | Robert Méndez                             |
| 2019 | 29.ª                                      | Matías Presa                              | Richard Mascarañas                        | Jorge Soto                                |
| 2020 | 30.ª                                      | Agustín Moreira                           | Sergio Fredes                             | Jorge Giacinti                            |
| 2021 | No se disputó por la Pandemia de COVID-19 | No se disputó por la Pandemia de COVID-19 | No se disputó por la Pandemia de COVID-19 | No se disputó por la Pandemia de COVID-19 |
| 2022 | 31.ª                                      | Sebastián Rodríguez                       | Ignacio Maldonado                         | Agustín Alonso                            |
| 2023 | 32.ª                                      | Diego González                            | Agustín Moreira                           | Ignacio Maldonado                         |
| 2024 | 33.ª                                      | Jorge Giacinti                            | Ignacio Maldonado                         | Agustín Alonso                            |

## Estadísticas

### Más victorias generales
| Ciclista             | Victorias | Años                   |
| -------------------- | --------- | ---------------------- |
| Jorge Soto           | 4         | 2011, 2013, 2015, 2016 |
| Matias Presa         | 3         | 2012, 2017, 2019       |
| Leonardo Salvatierra | 2         | 1996, 1998             |
| Hernán Cline         | 2         | 1995, 2010             |
| Agustín Moreira      | 2         | 2018, 2020             |